# バタイニツァ空軍基地

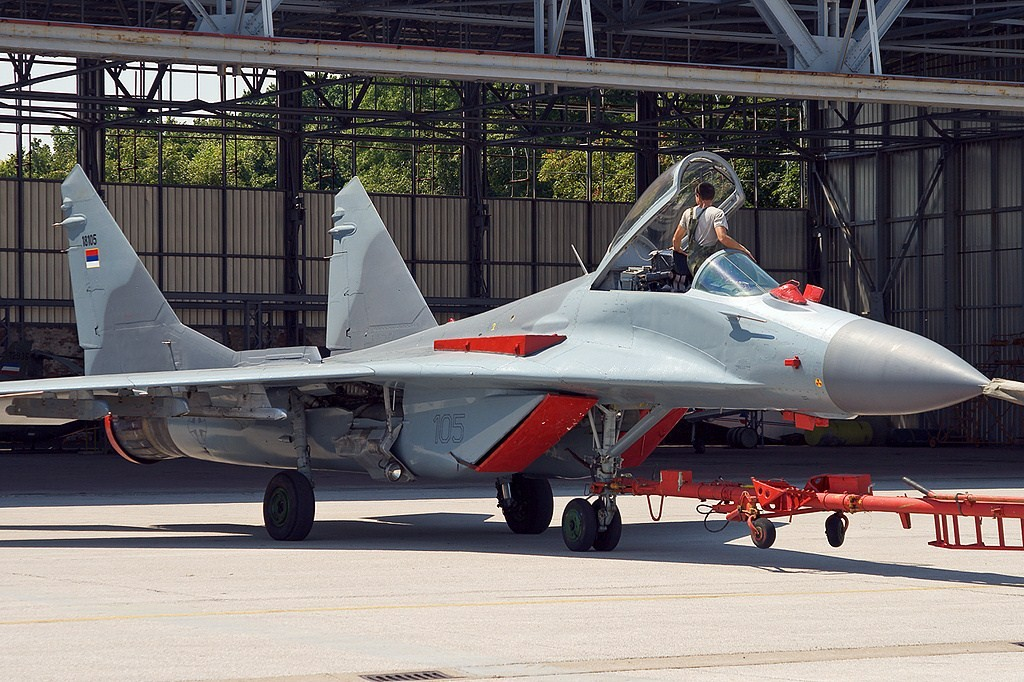
第101戦闘飛行隊のL-18（MiG-29）

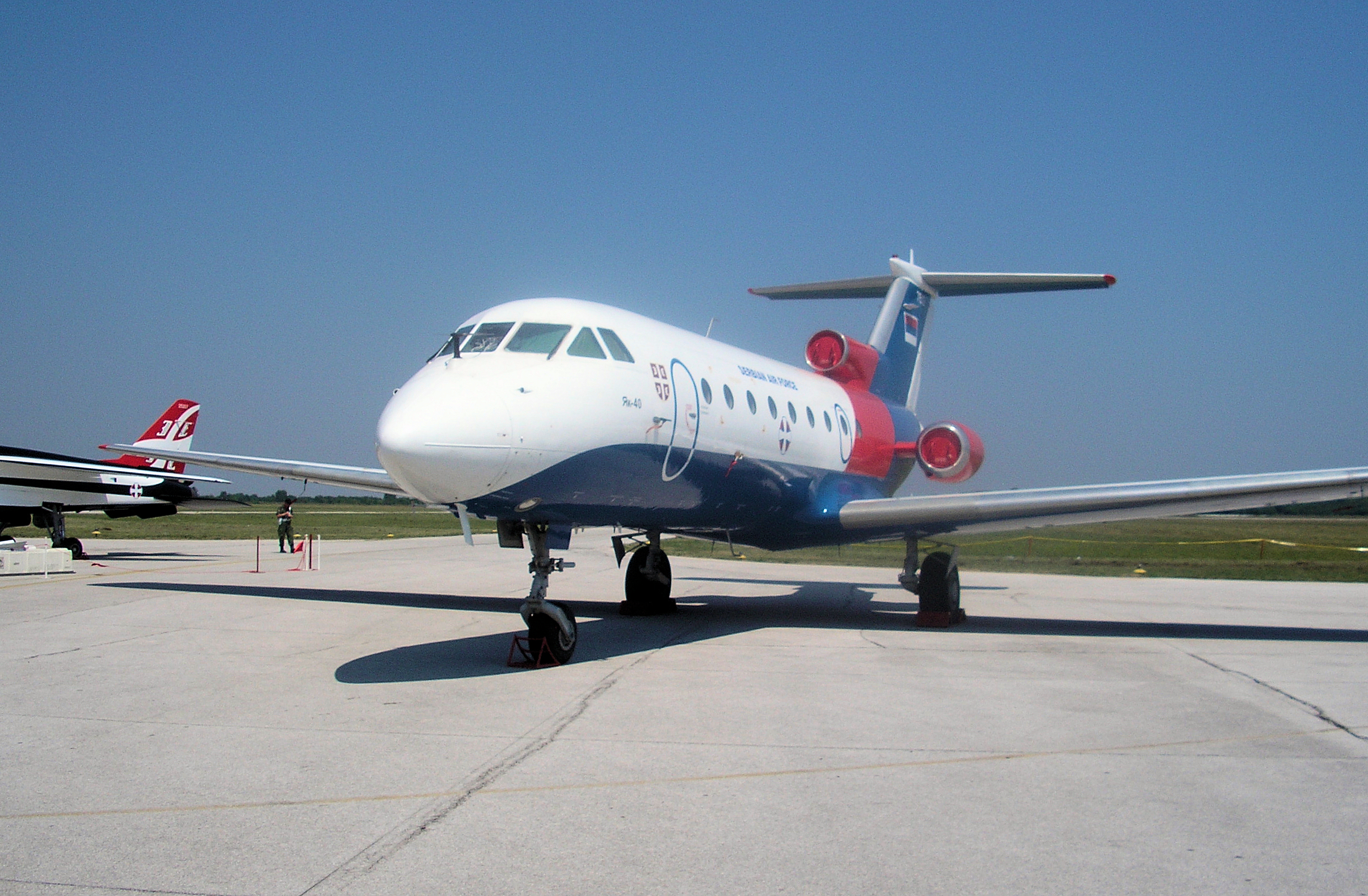
第138輸送飛行隊のYak-40

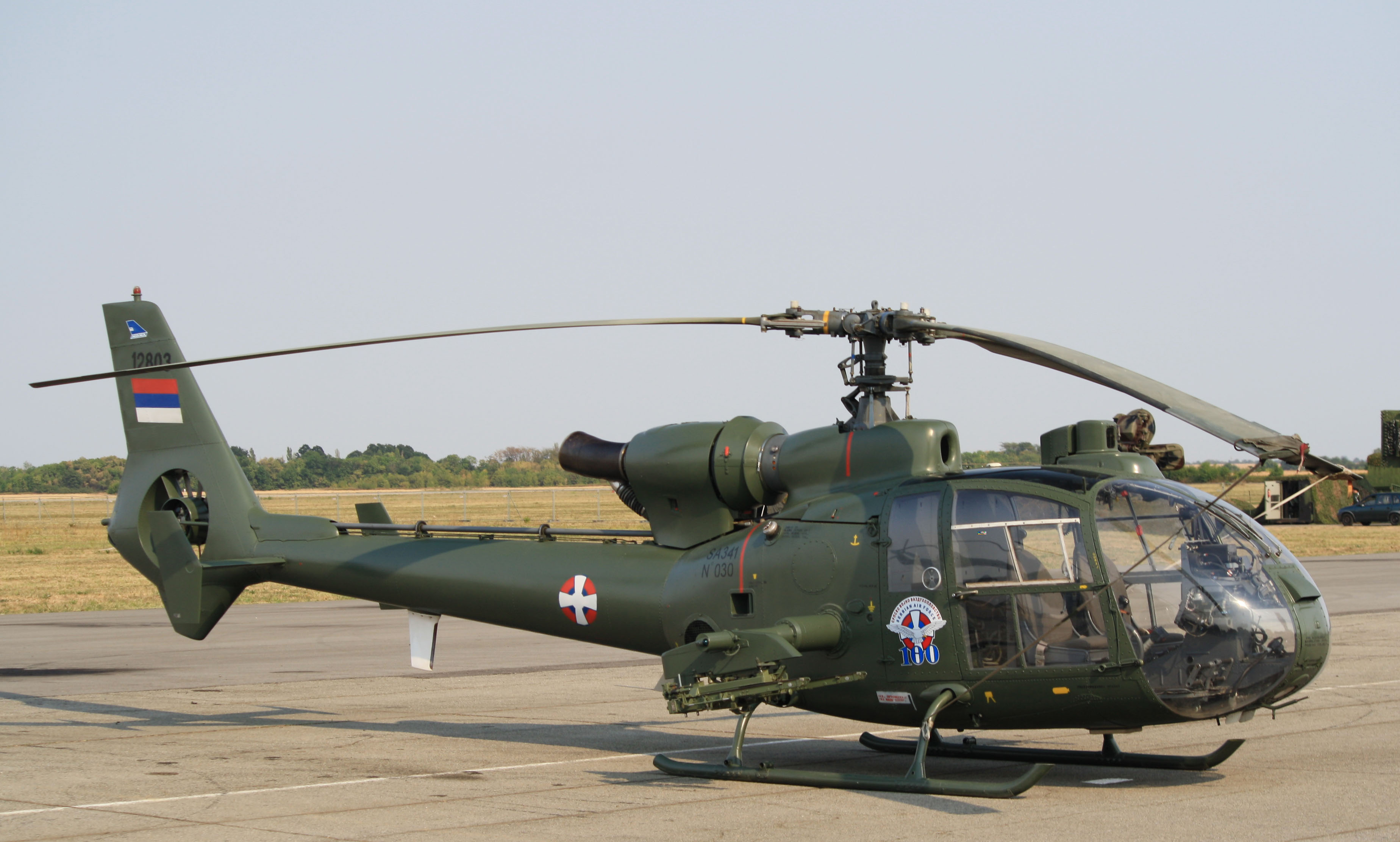
第890混成ヘリコプター飛行隊のH-45（SA342）

バタイニツァ空軍基地（セルビア語: Аеродром Бaтajницa / Aerodrom Batajnica）は、セルビア共和国の軍用航空基地である。ベオグラードの北西約20km、バタイニツァ地区とノヴァ・パゾヴァ（en:Nova Pazova）地区の間に位置する。この基地は、セルビアで唯一、2本のアスファルト舗装された滑走路を持つ飛行場である。

## 歴史
バタイニツァ空軍基地は、1947年に建設が始められ、1951年に完成し、このとき航空基地として正式に発足した。基地の目的は首都の防空であった。草地の滑走路1本と、アスファルト舗装の滑走路2本を備える。2006年の組織再編までは「第177航空基地」の名称で知られていた。
バタイニツァは、第204戦闘航空連隊、第138輸送航空連隊及びその他のユーゴスラビア空軍部隊の基地であった。
1999年のNATO軍によるユーゴスラビア空爆の間、バタイニツァ基地は25日間にわたって激しい爆撃を受け、甚大な被害を受けた。
2006年6月に、アメリカ空軍のF-16戦闘機2機がバタイニツァ空軍基地を訪問した。20年以上途絶えていたアメリカ空軍機による、空爆後初の公式訪問であった。

## 駐留部隊
以下のセルビア空軍及び防空軍部隊が駐留している。
- 第204飛行旅団:[1]
  -  第101戦闘飛行隊
  -  第252教育飛行隊
  -  第138輸送飛行隊
  -  第890混成ヘリコプター飛行隊
  - 第24空軍技術大隊
  - 第17基地保安大隊
  - 第177防空大隊
- 空軍及び防空軍訓練センター :[2]
- Moma Stanojlović航空機工場
- 軍事技術試験センター飛行試験部門

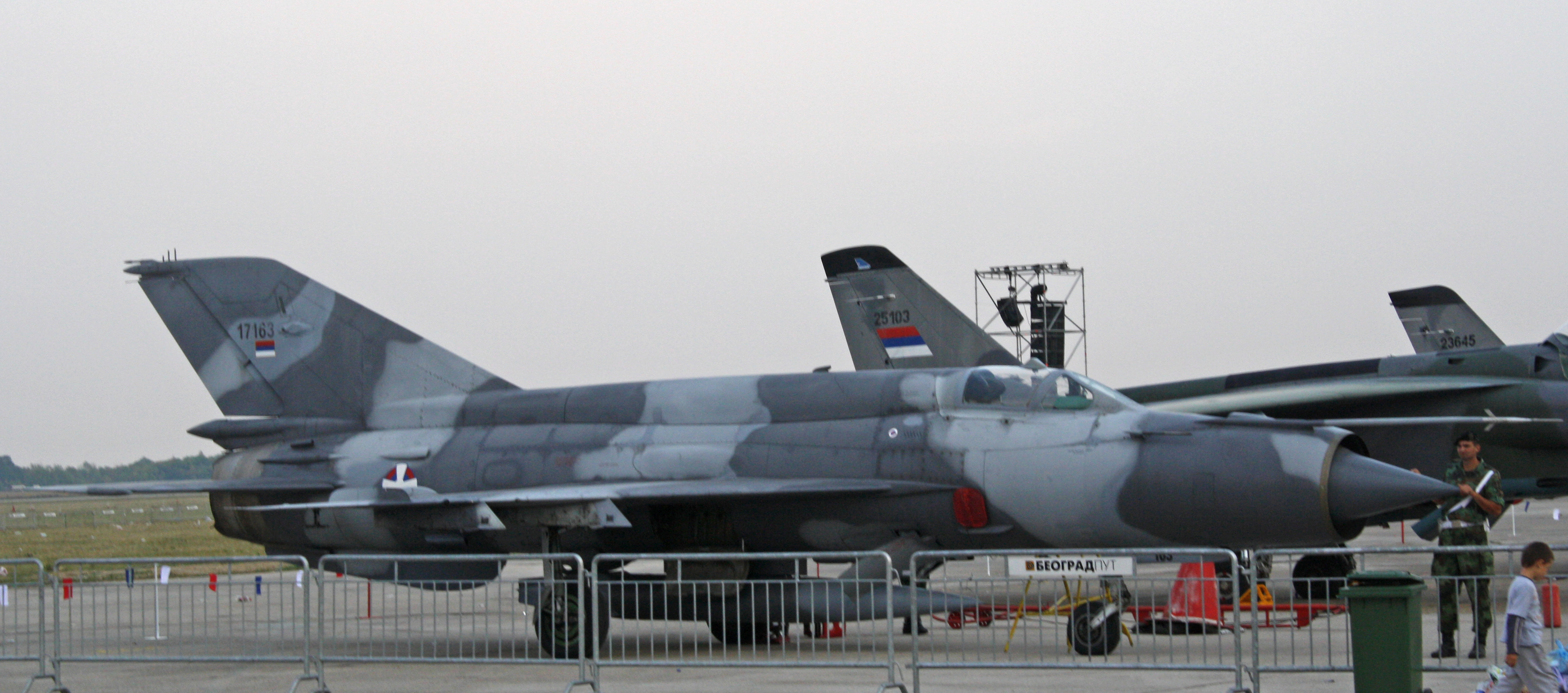
第101戦闘飛行隊のL-17（MiG-21bis）
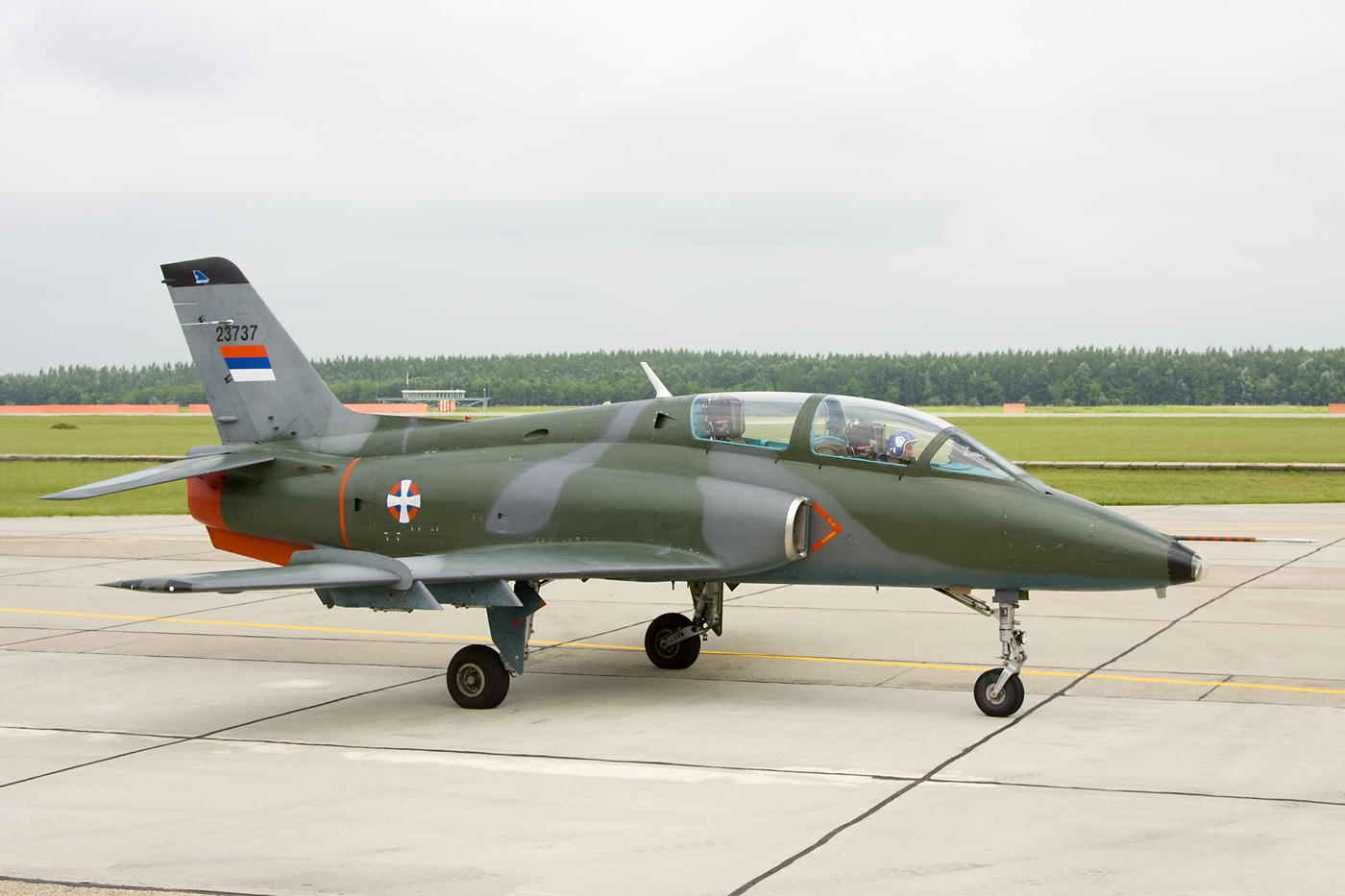
第252教育飛行隊のN-62（ソコ G-4）
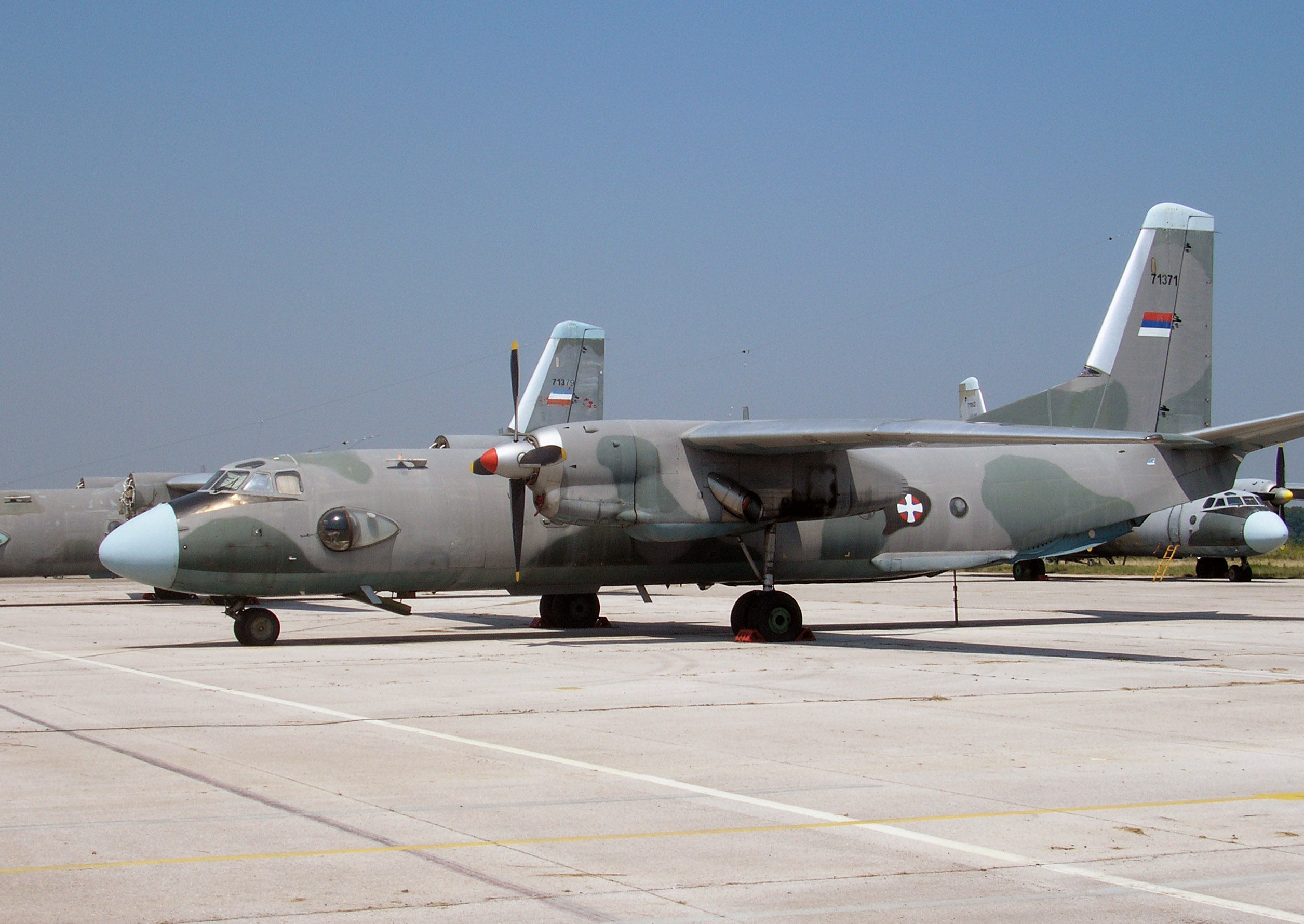
第138輸送飛行隊のAn-26
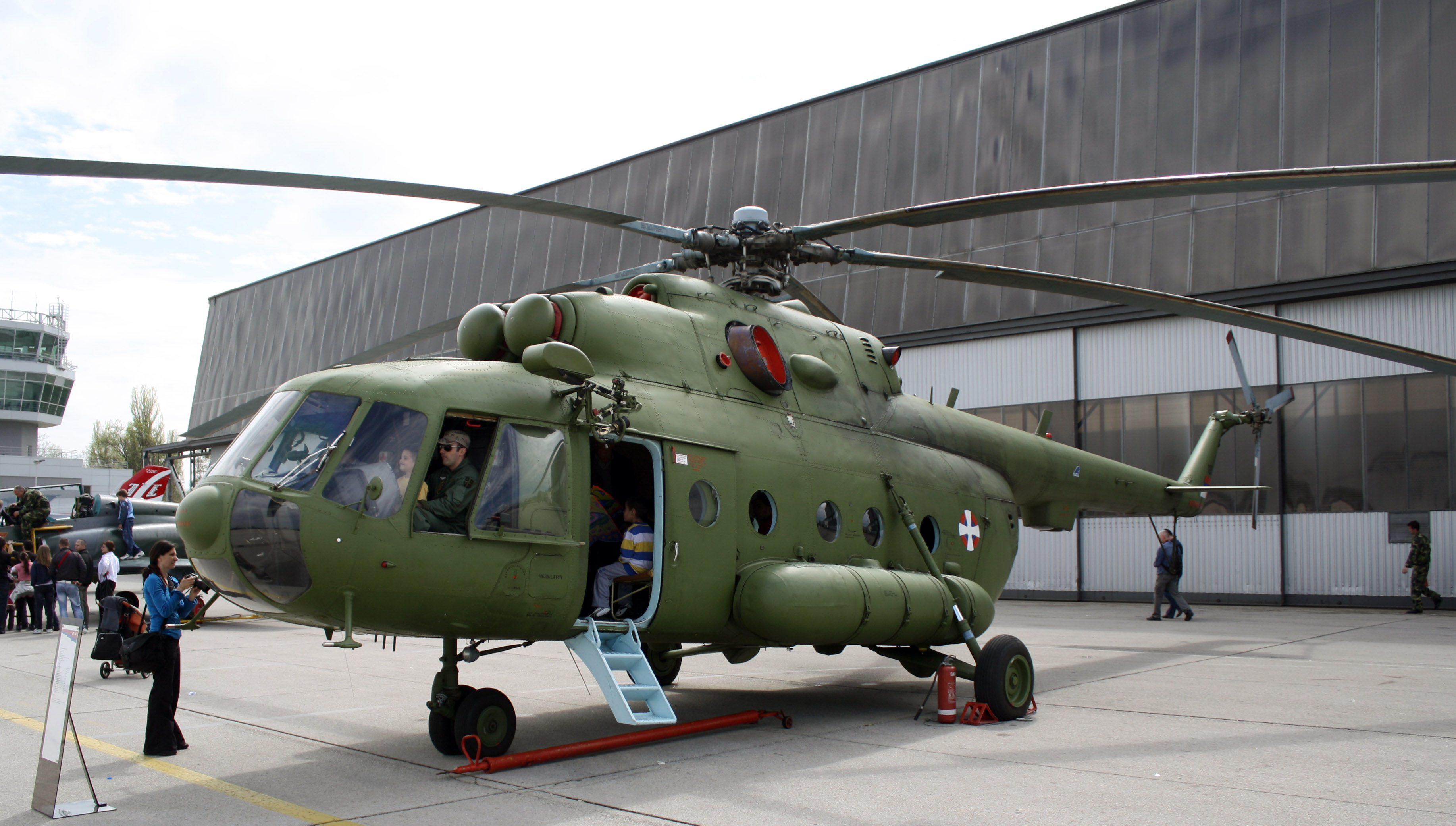
第890混成ヘリコプター飛行隊のMi-17
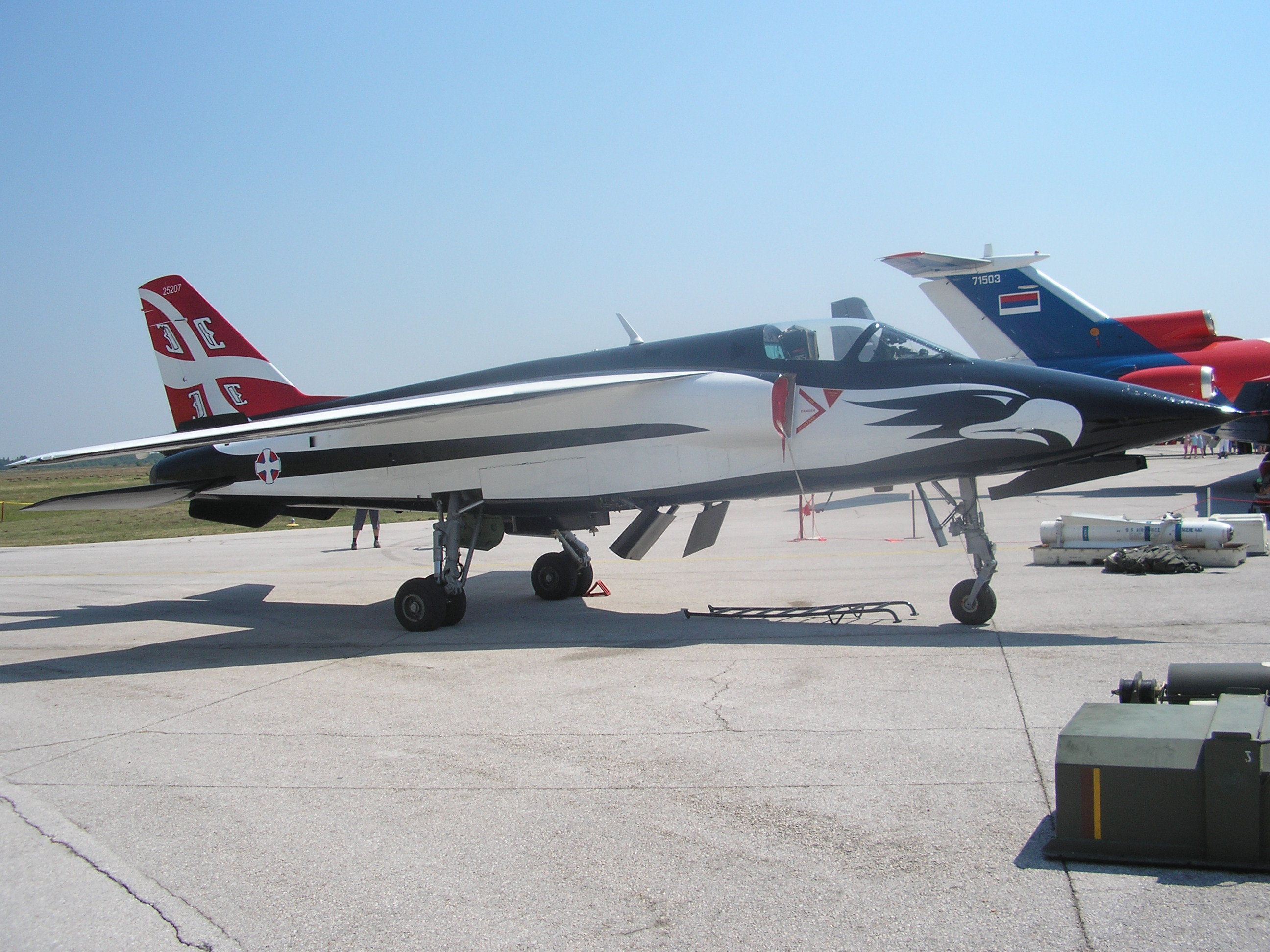
軍事技術試験センター飛行試験部門のJ-22
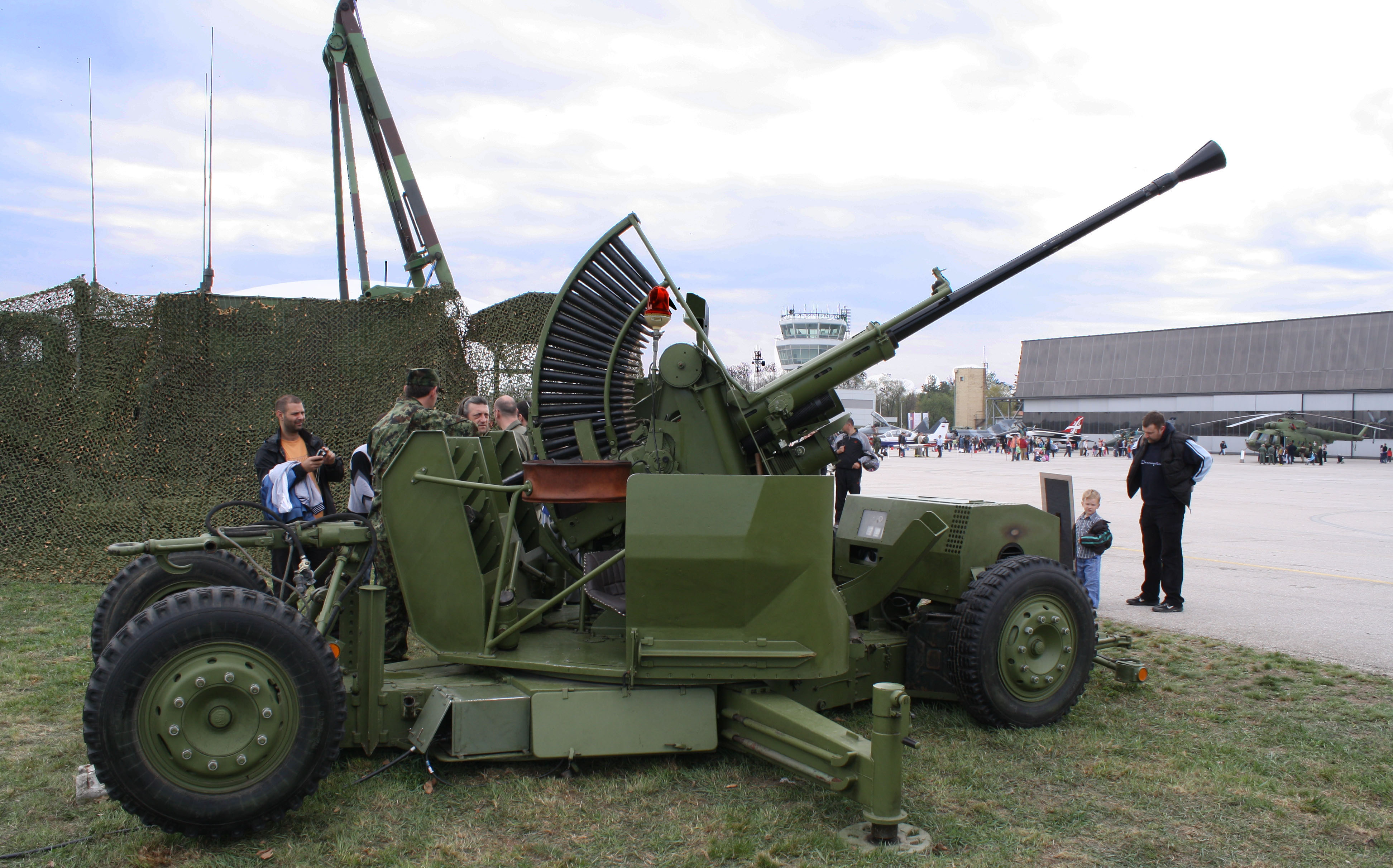
基地防空用のボフォースL/70 40mm高射機関砲

## 民間利用
セルビアの民間航空当局は、今後のバタイニツァ空軍基地へのLCCの商業飛行受け入れの可能性について、いくつかの観点から検討している。推進者は、わずか数km離れて隣接するベオグラード・ニコラ・テスラ空港に対し、この基地は、気象条件が有利であることに加え、E75高速道路に近接していること、市内へ鉄道で直接接続していることで、より理想的であると主張している。この提案では、バタイニツァ基地は軍民共用空港とし、軍用としても使用され続けるものの、空港の所有権は市当局に移管されるものとしている。

## 一般公開など
通常、バタイニツァ空軍基地への民間人の立ち入りは制限されているが、空軍記念日などを中心に基地を公開して航空ショーが開催されることがあり、多数の見学客でにぎわう。

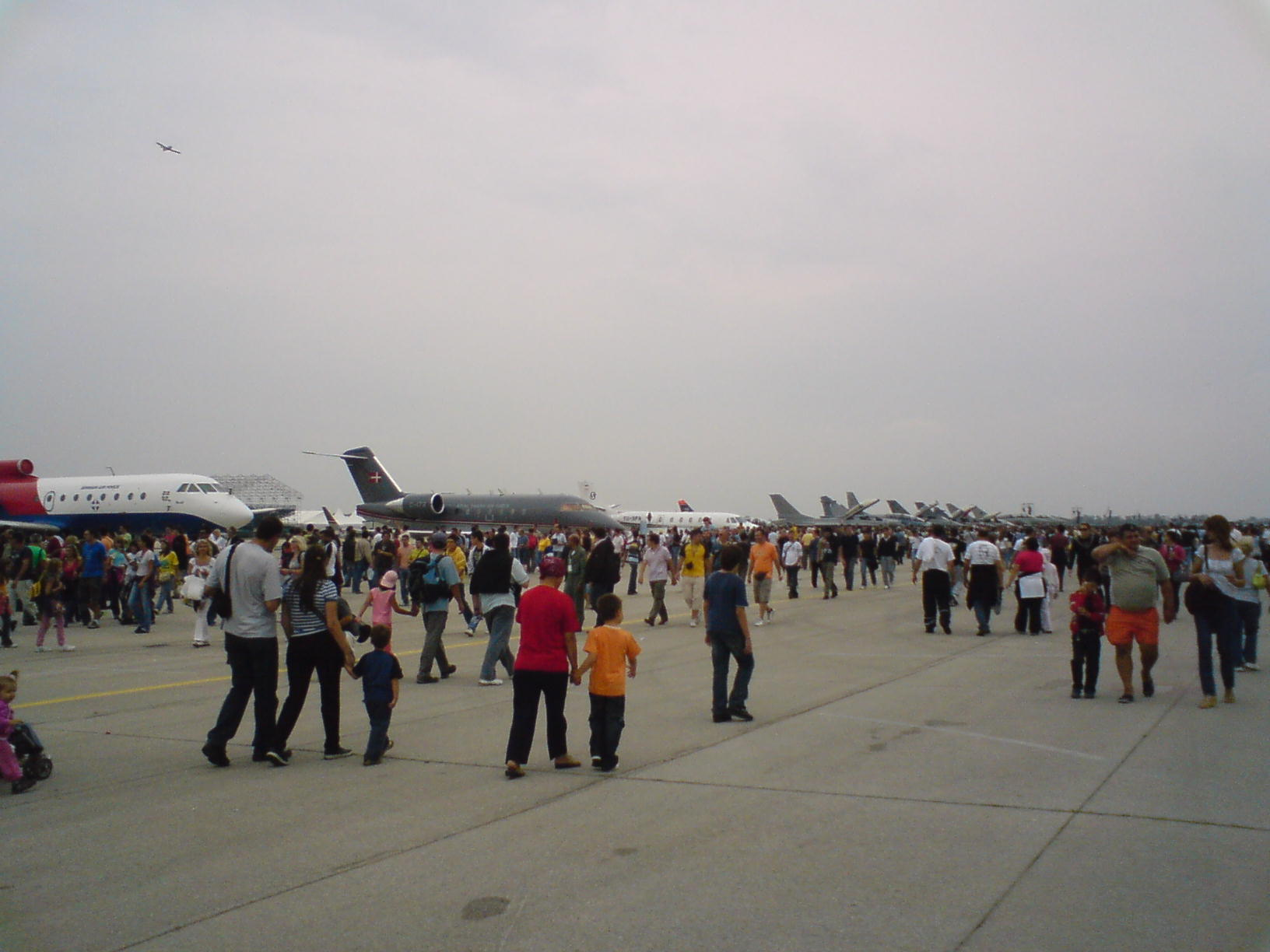
2009年バタイニツァ航空ショーの光景
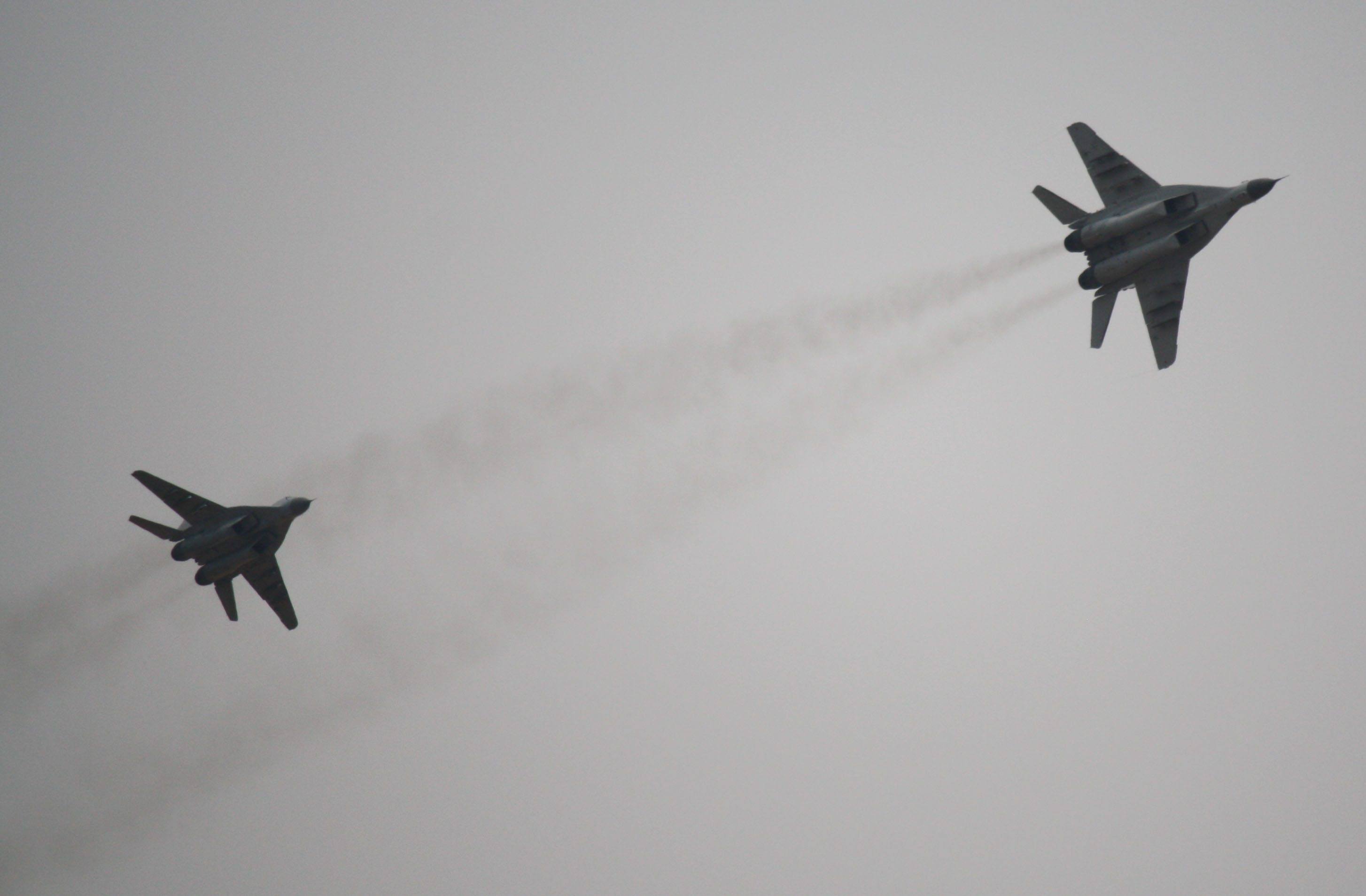
2012年バタイニツァ航空ショーでのL-18（MiG-29）の展示飛行